# Бодо Илгнер
Бодо Илгнер (7. април 1967, Кобленц) је бивши немачки фудбалер, који је играо на позицији голмана.

## Клупска каријера
Бодо Илгнер са 16 година одлази у Келн, где 1986. са 19 година дебитује за сениорски тим. Од сезоне 1987/88. постајер редован стартер на голу Келна, наследивши тако Харалда Шумахера, кога је наследио и у репрезентацији Западне Немачке. Са Келном не успева да освоји ниједан трофеј, али је у Бундеслиги 2 пута био вицешампион, а у Купу Немачке је једном био други.
После 10 година играња у Келну, Илгнер прелази у Реал Мадрид. Одмах бива стартер у Реалу, и тако помаже клубу да освоји Примеру већ прве сезоне 1996/97. Следеће сезоне је изгубио позицију стартера од стране Сантијага Кањизареса, али је ипак бранио у финалу Лиге шампиона 1998, где је Реал Мадрид победио Јувентус резултатом 1:0. Сезоне 1998/99. Кањизарес одлази из клуба, а Илгнер сада дефинитивно постаје стартер. Већ следеће сезоне, Илгнер поново постаје замена, сада за Икера Касиљаса, па тако и завршава каријеру као Касиљасова резерва. Лист „Марка” га је 2013. уврстила у најбољи тим странаца у историји Реала.

## Репрезентативна каријера
Бодо Илгнер је дебитовао за репрезентацију Западне Немачке 23. септембра 1987. против Данске у победи од 1:0. На Европском првенству 1988. је био замена за Ајке Имела, а на Светском првенству 1990. је био стартер. У полуфиналу против Енглеске је одбранио пенал Стјуарту Пирсу и тако омогућио репрезентацији пролазак у финале, а у финалу је Немачка победила Аргентину 1:0. Том победом је Илгнер освојио Светско првенство, али и постао први голман у историји Светског првенства који није примио гол. После пораза од Бугарске у четврфиналу Светског првенства 1994, изненађујуће је завршио са репрезентативном каријером.

## Трофеји
Реал Мадрид
- Примера: 1996/97
- Суперкуп Шпаније: 1997
- Куп Шпаније: 1997/98, 1999/00
- Лига шампиона: 1997/98, 1999/00
- Интерконтинентални куп: 1998

Западна Немачка
- Светско првенство: 1990